# Stefaniola dupla
Stefaniola dupla är en tvåvingeart som beskrevs av Möhn 1971. Stefaniola dupla ingår i släktet Stefaniola och familjen gallmyggor.
Artens utbredningsområde är Libya. Inga underarter finns listade i Catalogue of Life.